# Scopula modesta
Scopula modesta là một loài bướm đêm trong họ Geometridae.